# Typhlops pusillus
Espèce
Synonymes
- Typhlops pusilla Barbour, 1914

Typhlops pusillus est une espèce de serpents de la famille des Typhlopidae. 

## Répartition
Cette espèce se rencontre :
- sur Hispaniola à Haïti et en République dominicaine ;
- en Floride aux États-Unis.

## Description
Typhlops pusillus mesure jusqu'à 127 mm. Cette espèce a la tête et le dos bruns et la face ventrale crème.

## Étymologie
Son nom d'espèce, du latin pusillus, « petit », lui a été donné en référence à sa taille.

## Publication originale
- Barbour, 1914 : A Contribution to the Zoögeography of the West Indies, with Especial Reference to Amphibians and Reptiles. Memoirs of the Museum of Comparative Zoölogy, vol. 44, no 2, p. 205-359 (texte intégral).